# L'uomo di Atlantide
L'uomo di Atlantide (Man from Atlantis) è una serie televisiva di fantascienza statunitense, prodotta dalla Solow Production Company. Il progetto nacque con la produzione di quattro film per la televisione, a cui seguì una serie di 13 episodi (per un totale di 17 episodi), andati in onda sul canale NBC durante la stagione 1977-1978.
In Italiano la serie è stata trasmessa per la prima volta da Telemilano/Canale 5 nel dicembre 1979.
Inoltre in Italia i 4 Film TV sono stati trasmessi ciascuno diviso in 3 episodi, gli episodi della serie divisi ciascuno in 2 episodi.

## Trama
Mark Harris è un sopravvissuto del continente perduto di Atlantide. Dal momento che possiede molte abilità superumane, compresa la capacità di respirare sott'acqua e di resistere alla pressione delle acque più profonde, viene reclutato da un'organizzazione segreta che esplora le profondità dell'oceano in un sottomarino futuribile, il Cetaceo. Harris è inoltre aiutato dalla dottoressa Elizabeth Merrill e deve affrontare il malvagio signor Schubert.

## Episodi
| Nº | Titolo originale            | Titolo italiano            | Prima TV USA      | Tipo    | Prima TV Italia     |
| -- | --------------------------- | -------------------------- | ----------------- | ------- | ------------------- |
| 1  | Man from Atlantis           | L'uomo venuto da Atlantide | 4 marzo 1977      | Film TV | Diviso in 3 Episodi |
| 2  | Death Scouts                | Gli esploratori scomparsi  | 7 maggio 1977     | Film TV | Diviso in 3 Episodi |
| 3  | Killer Spores               | Le spore assassine         | 17 maggio 1977    | Film TV | Diviso in 3 Episodi |
| 4  | The Disappearances          | Le sparizioni              | 12 giugno 1977    | Film TV | Diviso in 3 Episodi |
| 5  | Melt Down                   | Il disgelo                 | 22 settembre 1977 | S1E01   | Diviso in 2 Episodi |
| 6  | The Mudworm                 | Il robot del fango         | 13 ottobre 1977   | S1E02   | Diviso in 2 Episodi |
| 7  | Hawk of Mu                  | Lo sparviero di Mu         | 18 ottobre 1977   | S1E03   | Diviso in 2 Episodi |
| 8  | Giant                       | Il gigante                 | 25 ottobre 1977   | S1E04   | Diviso in 2 Episodi |
| 9  | Man O'War                   | Uomo per la guerra         | 1º novembre 1977  | S1E05   | Diviso in 2 Episodi |
| 10 | Shoot Out at Land's End     | Alla fine della Terra      | 8 novembre 1977   | S1E06   | Diviso in 2 Episodi |
| 11 | Crystal Water, Sudden Death | L'acqua di cristallo       | 22 novembre 1977  | S1E07   | Diviso in 2 Episodi |
| 12 | The Naked Montague          | Il sogno di Mark           | 6 dicembre 1977   | S1E08   | Diviso in 2 Episodi |
| 13 | C.W. Hyde                   | Scambio di personalità     | 13 dicembre 1977  | S1E09   | Diviso in 2 Episodi |
| 14 | Scavenger Hunt              | Caccia al tesoro           | 18 aprile 1978    | S1E10   | Diviso in 2 Episodi |
| 15 | Imp                         | Il diavoletto              | 25 aprile 1978    | S1E11   | Diviso in 2 Episodi |
| 16 | Siren                       | La sirena                  | 2 maggio 1978     | S1E12   | Diviso in 2 Episodi |
| 17 | Deadly Carnival             | Carnevale di morte         | 6 giugno 1978     | S1E13   | Diviso in 2 Episodi |

## Curiosità
È stato il primo telefilm statunitense ad essere visto nella Repubblica Popolare Cinese.